# St. Clemens (Hornburg)

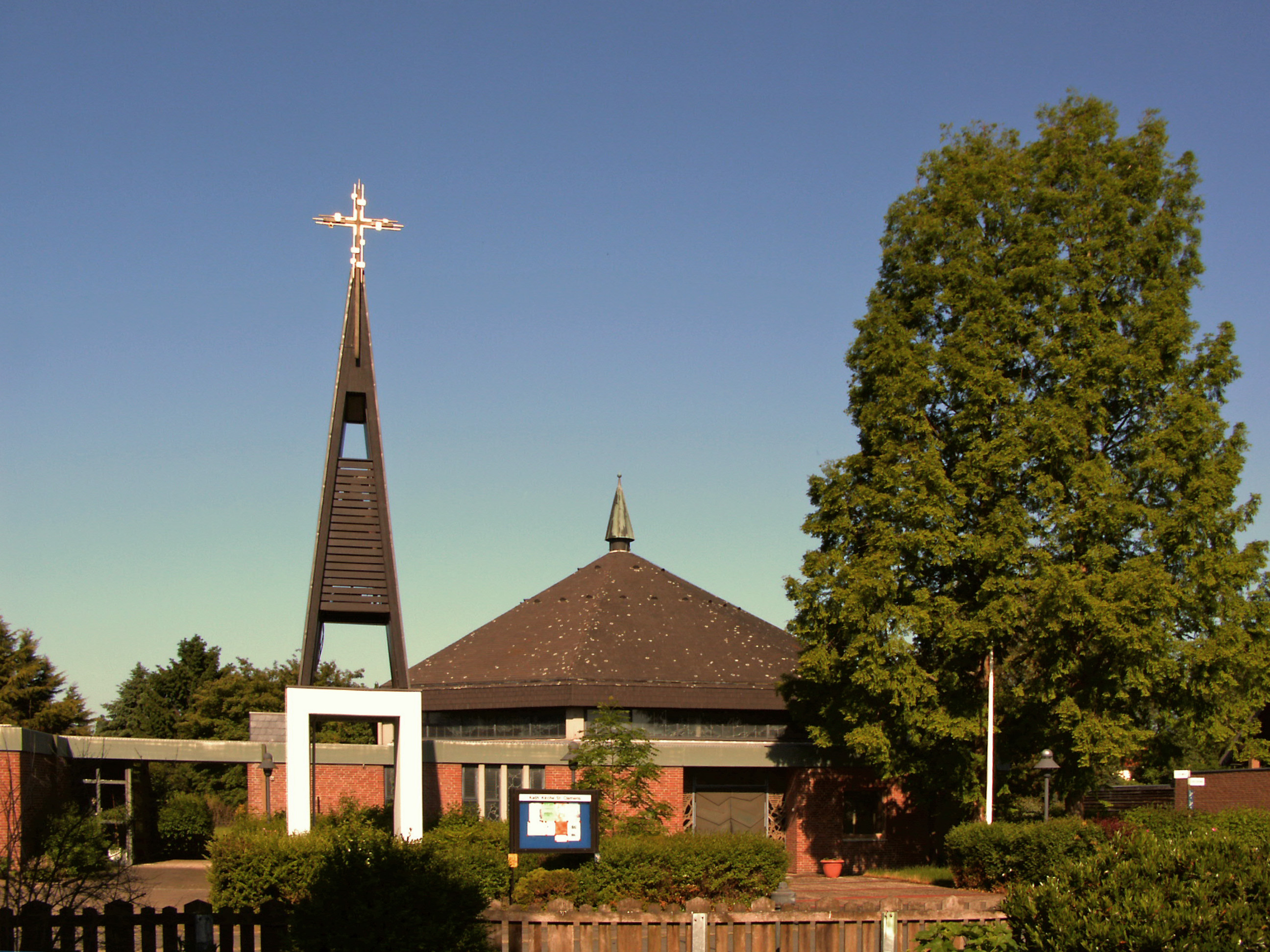
Außenansicht

Die Kirche Sankt Clemens ist die katholische Kirche in Stadt Hornburg, einem Ortsteil der Gemeinde Schladen-Werla im Landkreis Wolfenbüttel in Niedersachsen. Sie ist eine Filialkirche der Pfarrgemeinde St. Mariä Verkündigung mit Sitz in Liebenburg, im Dekanat Goslar-Salzgitter des Bistums Hildesheim. Das Gotteshaus ist nach dem heiligen Papst Clemens I. benannt, in Erinnerung an den in Hornburg geborenen Papst Clemens II., und steht auf dem Grundstück Anemonenweg 5.

## Geschichte
Im 10. Jahrhundert wurde im Auftrag des Halberstädter Bischofs die Burg Hornburg erbaut, 994 wird sie als Hornaburg erstmals urkundlich erwähnt. Gottesdienste fanden in der Marienkapelle der Burg sowie ab mindestens 1140 in der Hornburger St.-Stephanus-Kapelle statt.

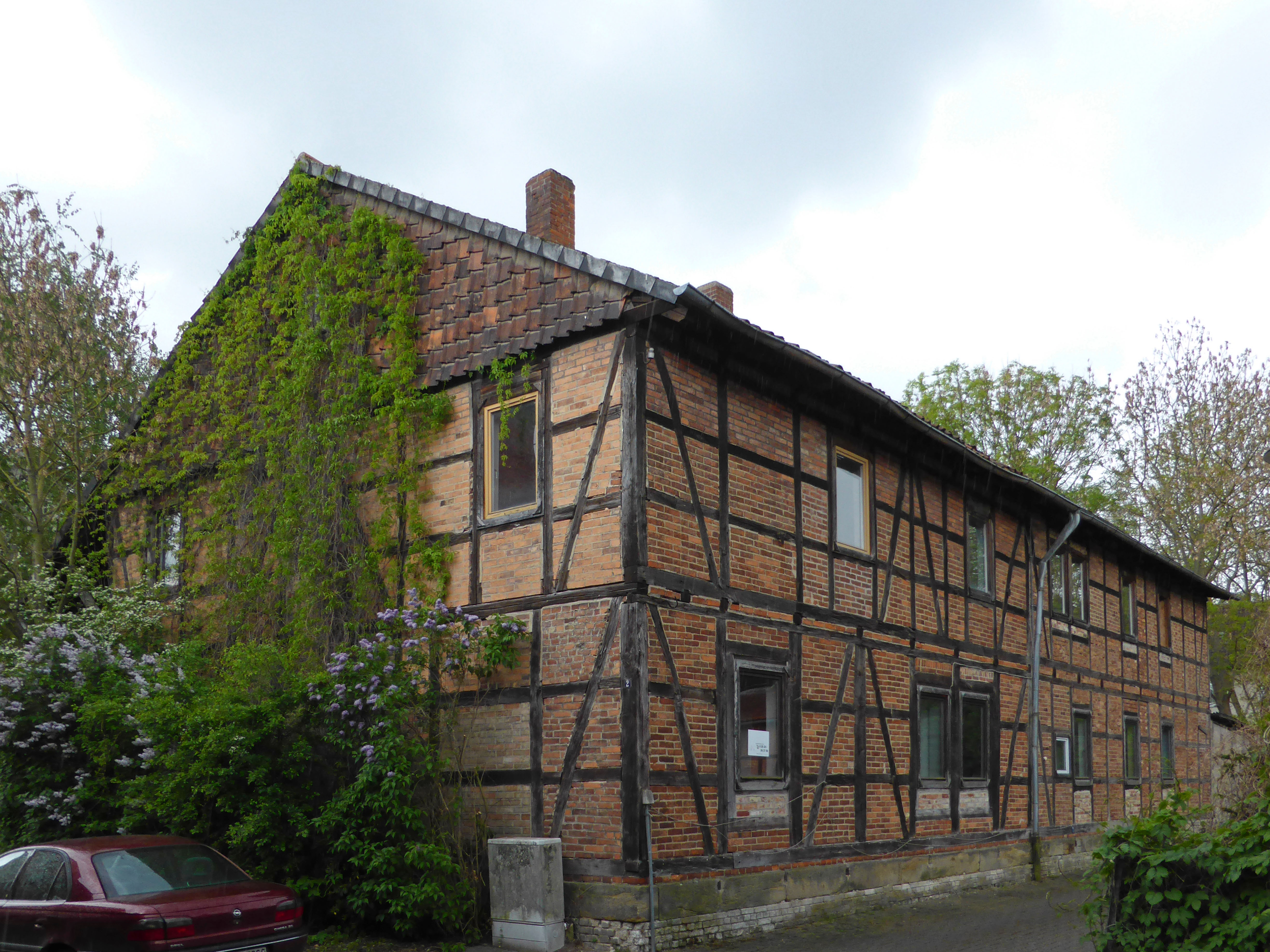
Gebäude, in dem sich von 1950 bis 1978 die Kapelle befand (2016)

Im Jahre 1553 wurde in Hornburg die Reformation eingeführt und damit die Hornburger Bevölkerung evangelisch-lutherisch. 1821 wurde Hornburg katholischerseits dem Bistum Paderborn zugewiesen, die Katholiken in Hornburg gehörten zur 1842 gegründeten Kirchengemeinde in Osterwieck. Infolge des Zweiten Weltkriegs vergrößerte sich die Zahl der Katholiken in Hornburg durch den Zuzug von Flüchtlingen und Heimatvertriebenen aus den Ostgebieten des Deutschen Reiches erheblich, während zwischen Hornburg und Osterwieck die innerdeutsche Grenze gezogen wurde. Dadurch wurden die Hornburger Katholiken von ihrer Pfarrei St. Joseph in Osterwieck abgeschnitten, was die Gründung einer Kirchengemeinde in Hornburg erforderlich machte. 1946 wurde ein selbst heimatvertriebener Priester als Pfarrvikar in Hornburg berufen, die Gottesdienste fanden zunächst im Hornburger Flüchtlingslager statt. 1950 wurde in einem Fachwerkhaus auf dem Grundstück Breslauer Straße 2 (2015 in Heinrich-Bäthmann-Straße umbenannt) eine katholische Kapelle eingerichtet, die bis 1978 bestand. 1954 wurden die beiden Pfarrvikarien Hornburg und Semmenstedt zur Kuratie Börßum zusammengeschlossen, und in Börßum, das zum Bistum Hildesheim gehörte, folgte 1959/60 der Bau der St.-Bernward-Kirche.

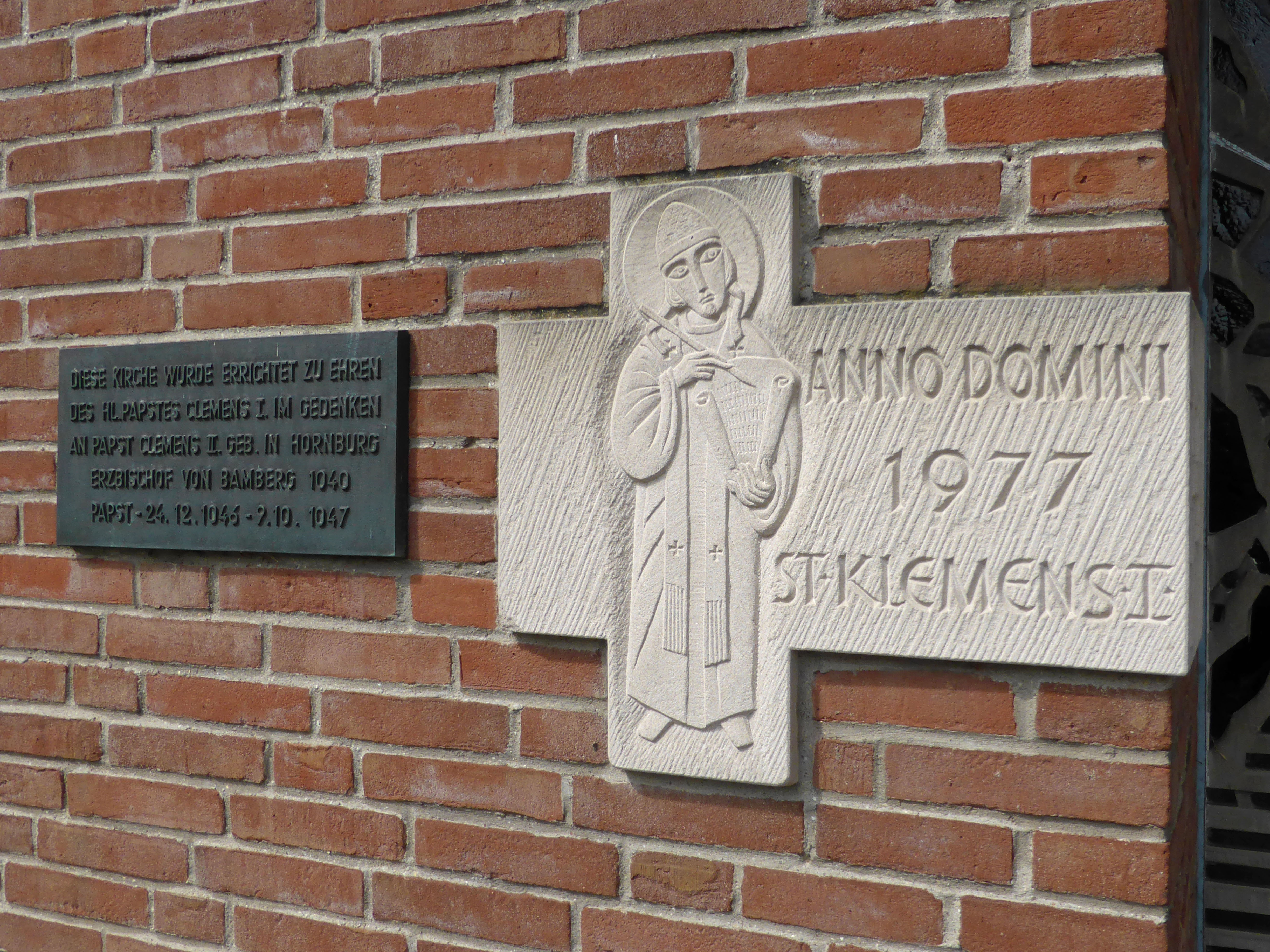
Grundstein

Im April 1977 wurde in Hornburg durch Bruno Kresing, Generalvikar des Erzbistums Paderborn, der Grundstein zur heutigen St.-Clemens-Kirche gelegt. Am 17. Dezember 1977 folgte ihre Weihe durch Erzbischof Johannes Joachim Degenhardt aus Paderborn, im Beisein des Hildesheimer Bischofs Heinrich Maria Janssen und eines Domkapitulars aus Bamberg. Das Gotteshaus wurde nach Papst Clemens I. benannt, um an den in Hornburg geborenen Papst Clemens II. zu erinnern, der jedoch nicht heiliggesprochen wurde, so dass nach ihm keine Kirche benannt werden konnte. Die Baukosten trugen das Erzbistum Paderborn, zu dessen Gebiet Hornburg damals noch gehörte, und das Bonifatiuswerk. Ab 1981 erfolgte die seelsorgerische Betreuung der St.-Clemens-Kirche nicht mehr von Börßum aus, sondern durch die Pfarrei Schladen.
Mit der Gründung des Bistums Magdeburg 1994 schied Hornburg ebenfalls aus dem Erzbistum Paderborn aus und wechselte zum Bistum Hildesheim, das 1995 in Hornburg die zur Schladener Pfarrei St. Marien gehörende Kuratiegemeinde St. Clemens errichtete. Am 1. September 2003 wechselte die Kuratie St. Clemens in Hornburg vom Dekanat Helmstedt-Wolfenbüttel in das Dekanat Goslar.
Seit dem 1. Juli 2007 gehört die Kirche zum damals neu errichteten Dekanat Goslar-Salzgitter und zur Pfarrei St. Mariä Verkündigung in Liebenburg.

## Architektur und Ausstattung

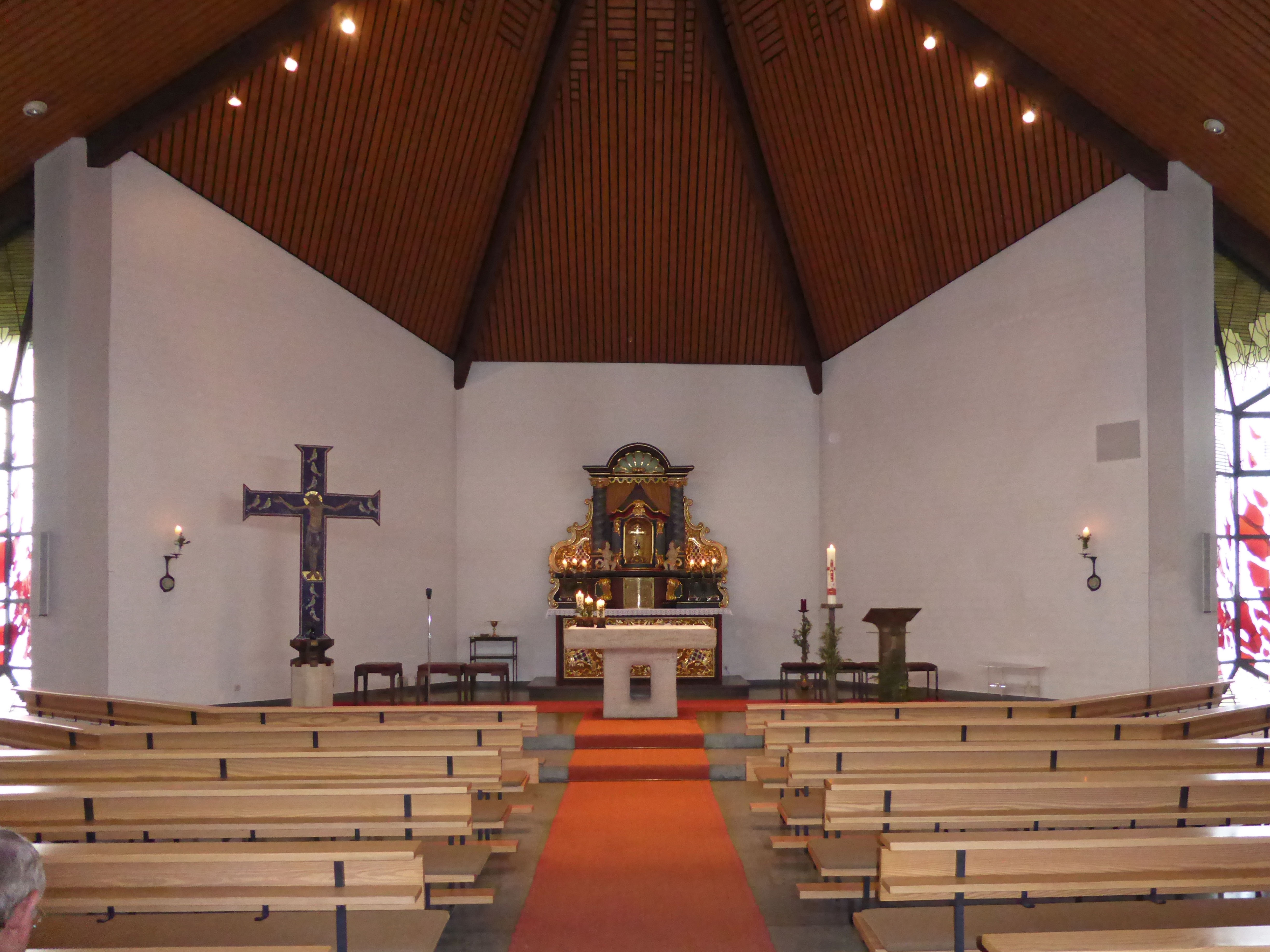
Innenansicht

Die Kirche befindet sich in rund 88 Meter Höhe über dem Meeresspiegel. Sie entstand nach Plänen von Josef Fehlig, ausgeführt als achteckiger zeltförmiger Zentralbau mit freistehendem Turm, in dem sich zwei Glocken befinden.
Der Innenraum wird von einer Holzdecke abgeschlossen und bietet rund 90 Sitzplätze. Die Buntglasfenster zeigen den Heiligen Geist mit Feuerflammen. Der Hochaltar stammt aus einem Kloster in Bayern. Den Ambo schmücken die vier Evangelistensymbole. Das als Mosaik ausgeführte Kreuz ist eine Nachbildung des Kreuzes im Mosaik in der Apsis der Kirche San Clemente in Rom. Es sollte ursprünglich über dem Hochaltar hängen, erwies sich dann aber als zu groß dafür. Die Tauben stehen für die zwölf Apostel. Die Clemensstatue, eine Nachbildung der Grabfigur aus Bamberg, wurde 1977 vom Erzbischof und dem Domkapitel des Erzbistums Bamberg gestiftet und 1978 in Hornburg aufgestellt, da Papst Clemens II. im Bamberger Dom bestattet ist. An der Nordwand der Kirche hängen 15 Kreuzwegstationen. Der Gesang der Gottesdienstgemeinde wird von einem elektronischen Instrument unterstützt. Zur Innenausstattung gehören ferner ein Taufstein sowie eine Statue des heiligen Josef. Die sechs Sitzplätze bietende Marienkapelle ist mit einer Marienstatue sowie einem Herz-Jesu-Bild ausgestattet. Das von Nikolaus Bette gestaltete Buntglasfenster von 1977 zeigt Maria als elfenbeinerner Turm, nach einer Anrufung aus der Lauretanischen Litanei.